# Ибид (приповетка)
„Ибид” (енгл. Ibid) је приповетка америчког писца Хауарда Филипса Лавкрафта, написана 1927. или 1928. и објављивана у јануару 1938. у издању O-Wash-Ta-Nong.

## Радња
Приповетка је лажна биографија римског учењака Ибида (486–587), чије је ремек дело било Op. cit., „где су се једном заувек искристалисале све значајне подлоге грчко-римске мисли”. Прича даље прати Ибидову лобању, која се кроз историју налази у поседу Карла Великог, Вилијама Освајача и других познатих личности, све до Сједињених Држава, где путује преко Сејлема и Провиденса и на крају завршава у рупи преријског пса у Милвокију.

## Сатира
Причу прати предговор са епиграфом „...Као што Ибид каже у својим чувеним Животима песника.-- Из студентске теме”. Али С. Т. Џоши и Дејвид Е. Шулц извештавају да „циљ сатире у 'Ибиду' нису толико лудости студената колико помпозност академске учености.”